# Corneliu Mănescu
Corneliu Mănescu (Ploieşti, 8 de fevereiro de 1916 - Bucareste 26 de junho de 2000) foi um político e diplomata romeno. Foi mnistro dos Negócios Estrangeiros entre 1961 e 1972.

## Biografia
Após concluir os seus estudos secundários em Ploiești, Mănescu passou a estudar Direito e Economia na Universidade de Bucareste de 1936 a 1940. Ingressou no Partido Comunista da Roménia em 1936.
Enquanto estudante, começou a escrever para publicações de esquerda, principalmente sobre relações internacionais. Foi líder da Organização de Estudantes Comunistas de Bucareste até 1940.
Corneliu Mănescu foi embaixador na Hungria de 1960 a 1961, antes de ser ministro dos negócios estrangeiros, de 22 de março de 1961 a 18 de outubro de 1972. 
Foi responsável pela agenda dos Negócios Estrangeiros do regime comunista romeno nos seus primórdios. Foi Presidente da Assembleia Geral da ONU entre 1967 e 1968, sendo o primeiro comunista a ocupar este cargo. Após isso foi embaixador em Paris. Com a consolidação de Nicolae Ceauşescu no poder, foi afastado das suas responsabilidades políticas do Partido, o qual se encaminhou no sentido das reformas que o levaram a ser um dos seus líderes. Em março de 1989 fez parte dos signatários da "Carta dos Seis", junto com outros cinco dignatários comunistas, e que foi difundida pela BBC, Radio Free Europe e Voice of America, apelando à adoção pela Roménia de reformas semelhantes às que Mikhail Gorbachev operara na União Soviética. Foi colocado em prisão domiciliária em Chitila até 22 de dezembro de 1989, término do regime comunista. Na sequência do golpe de estado no final do ano presidiu ao governo provisório com Ion Iliescu na Frente Nacional de Salvação. Após as eleições de março de 1990, retirou-se da política.